# Муљача
Муљача (лат. Limosa limosa) је велика, дугачка, дугокљуна птица водених станишта коју је први пут описао Карл фон Лине 1758. године. Члан је рода муљача, Limosa. Постоје четири подврсте, све са наранџастом главом, вратом и грудима у гнезедећем перју и тупом сиво-смеђом обојеношћу ван сезоне парења, као и карактеристичном црно-белом траком на крилима у сваком тренутку.
Подручје гнежђења муљаче протеже се од Исланда преко Европе и подручја централне Азије. Муљаче које проводе зиму на северној хемисфери, у подручјима која су толико разнолика као што су Индијски потконтинент, Аустралија, Нови Зеланд, западна Европа и западна Африка. Ова врста се гнезди у мочварама, на ивицама језера, влажним ливадама, вресиштима и мочварама и користи естуаре, мочваре и поплаве током зиме (на северној хемисфери); вероватније је да се нађе у унутрашњости и на слаткој води него слична лапонска муљача. Процењује се да светска популација броји од 634.000 до 805.000 птица и класификована је као скоро угрожен таксон. Муљача је национална птица Холандије.

## Таксономија
Муљачу је формално описао шведски природњак Карл фон Лине 1758. године у десетом издању своје „Systema Naturae“ под биномним називом Scolopax limosa. Сада се сврстава са још три врсте муљаче у род Limosa који је увео француски зоолог Матирен Жак Брисон 1760. године. Име Limosa потиче из латинског и значи „блатњав“, од речи limus, „блато“. Енглески назив „godwit“ први пут је забележен око 1416–17. године и верује се да имитира птичји зов.
Препознате су четири подврсте:
- Limosa limosa islandica – (Брем, 1831): исландска муљача, која се углавном гнезди на Исланду, али и на Фарским острвима, Шетландским острвима и Лофотским острвима. Има краћи кљун, краће ноге и риђкасту обојеност која се протеже до стомака, у поређењу са limosa.[8]
- Limosa limosa limosa – (Linnaeus, 1758) : европска муљача, која се гнезди од западне и централне Европе до централне Азије и азијске Русије, све до реке Јенисеј[9] на истоку.  Глава, врат и груди су му бледо наранџасте боје.[8]
- Limosa limosa melanuroides – (Gould, 1846): азијска муљача, која се гнезди у Монголији, северној Кини, Сибиру и далеком истоку Русије.[9] Њено перје је слично као код Limosa limosa islandica, али је птица значајније мања.[8]
- Limosa limosa bohaii – (Zhu, Piersma, Verkuil & Conklin, 2020):[10] претпоставља се да се гнезди на руском Далеком истоку; зимује у североисточној Кини, Хонг Конгу, Вијетнаму, на полуострву Малајзије

## Опис
Муљача је велика птица водених станишта са дугим кљуном, 7.5-12 цм дужине, дугим вратом и ногама. Током сезоне парења, кљун има жућкасту или наранџасто-ружичасту основу и тамни врх; основа је ружичаста зими. Ноге су тамно сиве, смеђе или црне. Полови су слични, али у гнездећем перју могу се разликовати мужјаовим светлијим, опсежнијим наранџастим грудима, вратом и главом. Зими, одрасле муљаче имају једноличне смеђе-сиве груди и горњи део тела (за разлику од пругастих леђа лапонске муљачае). Млади имају бледо наранџасту боју на врату и грудима.
У лету се лако у лако уочљива црно-бела крила и бели надрепак. Када је на земљи, може га бити тешко разликовати од сличное лапонске муљаче, али дужи, равнији кљун и муљаче су дијагностички показатељи. Муљаче су сличне по величини и облику тела лапонским муљачама, али су виши од њих.
Муљача је 42 цм дугачка од кљуна до репа са распоном крила од 70-82 цм. Мужјаци теже око 280 гр, а женке 340 гр. Женка је око 5% већа од мужјака, са кљуном дужим 12–15%.
Оглашавање је оштро "вика вика вика".
Студије рађене за муљачу у Холандији откриле је стопу смртности од 37,6% у првој години живота, 32% у другој години и 36,9% након тога.

## Распрострањеност и станиште
Муљаче имају дисконтинуирано подручје гнежђења које се протеже од Исланда до далеког истока Русије. Њихово станиште за размножавање су мочваре у речним долинама, поплављена подручја на ивицама великих језера, влажне степе, уздигнуте мочваре и вресишта. Значајан део европске популације сада користи секундарна станишта: низијске влажне травнате површине, приобалне мочваре за испашу, пашњаке, влажна подручја у близини рибњака или канализационих постројења и слане лагуне. Гнежђење се такође може одвијати на пољима шећерне репе, кромпира и ражи у Холандији и Немачкој.
У пролеће, муњаче се хране углавном на травнатим подручјима, а након парења и током зиме се селе у блатњаве естуаре. На афричким зимовалиштима, мочваре, водоплавне територије и наводњавана пиринчана поља могу привући јата птица. У Индији се користе унутрашњи базени, језера и мочваре, а повремено и  језера, плимни потоци и естуари.
Муљаче из исландске популације зимују углавном у Уједињеном Краљевству, Ирској, Француској и Холандији, мада неке лете у Шпанију, Португал и можда Мароко. Птице подврсте limosa из западне Европе лете на југ до Марока, а затим даље до Сенегала и Гвинеје Бисао. Птице из источноевропских популација мигрирају у Тунис и Алжир, а затим у Мали или Чад. Младе птице из европских популација остају у Африци након прве зиме и враћају се у Европу са две године. Азијске муљаче зимују у Аустралији, Тајвану, Филипинима, Индонезији и Папуи Новој Гвинеји.
Муљаче се много чешће налазе на копненим мочварама него лапонске муљаче које се налазе више на обали. Мигрирају у јатима ка западној Европи, Африци, јужној Азији и Аустралији. Иако се ова врста јавља у Ирској и Великој Британији током целе године, то нису исте птице. Птице које се гнезде одлазе у јесен, али их зими замењује већа исландска раса. Ове птице се повремено појављују на Алеутским острвима и, ретко, на атлантској обали Северне Америке.

## Понашање

### Гнежђење
Муљаче су углавном моногамне; иако то није забележено у четворогодишњој студији са 50–60 парова, бигамија се сматрала „вероватно честом“. Студија исландске популације показала је да се, упркос томе што зиму проводе одвојено, парови поново окупљају на својим местима за размножавање у просеку у року од три дана. Ако један партнер не стигне на време, долази до „развода“. Гнезде се у растреситим колонијама. Неупарени мужјаци бране привремену територију и изводе демонстративне летове како би привукли партнерку. Неколико гнезда се прави даље од територије удварања и бране се од других муљача. Када се јаја положе, површина од 30-50  око гнезда се брани. Гнездо је плитка удубљење на земљи, обично у краткој вегетацији. Јаја могу бити сакривена вегетацијом од стране родитеља који инкубира.
Једно легло броји од три до шест јаја, маслинастозелене до тамносмеђе боје, мери 55 мм x 37 мм и тежи 39 гр свако (од чега је 6% љуска). Инкубација траје 22-24 дана и обављају је оба родитеља. Млади су паперјасти и поткрушци и излежу се док су мали и ноћу током хладнијег времена. Након излегања, одводе се од гнезда и могу се преселити у станишта као што су фарме отпадних вода, ивице језера, мочваре и муљевите равнице. Птићи добијају перје након 25–30 дана.
Продуктивност муљача варира, позитивно, са пролећним температурама. Међутим, током екстремних догађаја, као што је вулканска ерупција, може доћи до потпуног неуспеха у размножавању.

### Исхрана и храњење
Углавном једу бескичмењаке, али и водене биљке зими и током миграције. Током сезоне размножавања, плен укључује бубе, муве, скакавце, вилине коњице, водене мушице, гусенице, анелидне глисте и мекушце. Повремено се једу рибља јаја, жабе и пуноглавци. У води, најчешћи начин храњења је снажно сондирање, до 36 пута у минути, често са потпуно потопљеном главом. На копну, муљаче копају по меком тлу, а такође и бирају плен са површине.

## Однос према људима
У Европи,муљаче се лове само у Француској, а годишњи укупан број убијених птица процењује се на 6.000 до 8.000. Ово врши додатни притисак на западноевропску популацију, а Европска комисија има план управљања за ову врсту у својим државама чланицама. У Енглеској су муљаче раније били веома цењени за исхрану. Сер Томас Браун (1605–1682) је рекао: „Муљаче су сматрани најслађим јелом у Енглеској и мислим, због величине, и најскупљим.“ Стара енглеска имена су укључивала "Blackwit",  "Whelp", "Yarwhelp", "Shrieker", "Barker" and "Jadreka Snipe". Исландски назив за врсту је  "Jaðrakan".

## Статус
Процењује се да глобална популација броји између 634.000 и 805.000 птица, а њихов ареал је процењен на 7.180.000 km2.  Године 2006, BirdLife International је класификовао ову врсту као  због смањења броја од око 25% у претходних 15 година. Такође је међу врстама на које се примењује Споразум о очувању афричко-евроазијских птица селица водених станишта (AEWA).  Године 2024, Llimosa limosa је наведена као угрожена врста према аустралијском Закону о заштити животне средине (EPBC).